# Rubén Marroquín
Rubén Eduardo Marroquín Meléndez (Cuscatancingo, 10 maggio 1992) è un calciatore salvadoregno, difensore dell'Alianza e della Nazionale salvadoregna.

## Caratteristiche tecniche
È un terzino destro.

## Carriera

### Club
Comincia a giocare al Turín FESA. Nel 2014 passa al FAS. Nel 2017 viene acquistato dall'Alianza.

### Nazionale
Ha debuttato in Nazionale il 16 luglio 2017, in Giamaica-El Salvador (1-1). Ha partecipato, con la Nazionale, alla CONCACAF Gold Cup 2019.